# Бычок (приток Сухого Торца)
Бычок — река на Украине, в границах Александровского района Донецкой и Барвенковского района Харьковской области. Правый приток Сухого Торца (бассейн Северского Донца). Длина реки 26 км. Площадь водосборного бассейна — 154 км². Уклон реки — 3 м/км.

## Описание
Долина преимущественно трапециевидная шириной до 2 км (в серединном течении). Пойма двухсторонняя, шириной 200 м. Русло умеренно извилистое, шириной до 10-15 м (на плёсах). Летом русло пересыхает, образовывая отдельные плёса. Используется для ирригации и бытовых нужд. Сооружены ставки и небольшое водохранилище.
Бычок берёт своё начало к востоку от села Елизаветовка. Течёт преимущественно на север. Впадает в Сухой Торец к востоку от села Василевки Первой.
Вдоль реки расположены такие сёла (от истока до устья): Некременное, Василевка Вторая, Василевка Первая.